# Gruoch av Skottland
Gruoch av Skottland, född 1007, död 1060, var en skotsk drottning. Hon var dotter till den skotske prinsen Boite mac Cináeda och därigenom barnbarn till Kenneth III, och genom sitt äktenskap med Macbeth drottning av Skottland 1040–1058.

## Biografi
Gruoch var först gift med mormaer Gille Coemgáin av Moray, med vilken hon blev mor till Lulach (som blev kung av Skottland 1057). Hennes far arrangerade någon gång efter 1032 ett äktenskap mellan henne och Macbeth av klanen Moray, som blev kung av Skottland 1040, vilket enligt legenden kunde ske genom hennes ärftliga anspråk.

## Eftermäle
Rollfiguren Lady Macbeth i William Shakespeares drama Macbeth bygger löst på Gruochs liv.